# Сахалинский тоннель

Сахалинский тоннель — незавершённый проект подводного тоннельного перехода через пролив Невельского от мыса Лазарева на материке к мысу Погиби на Сахалине, одна из строек ГУЛАГа МВД СССР и МПС СССР.
В 2018 году рассматривались варианты строительства моста вместо тоннеля, однако окончательного решения тогда не было принято. По предварительной оценке стоимость транспортного перехода составит порядка 400 млрд рублей и будет включать в себя 540 км железной дороги. Оценочная стоимость фактически одинакова и для моста, и для тоннеля. В 2019 году решено[кем?] построить мост между материком и островом.
Также Сахалинский тоннель рассматривается как одно из звеньев инфраструктурного проекта по соединению Транссибирской магистрали с территорией Японии. Планируемый транспортный переход с материка на Сахалин и строительства перехода через пролив Лаперуза шириной 43 километра с острова Сахалин на японский остров Хоккайдо сделает Японию континентальной страной.

## История
Идея строительства тоннеля на Сахалин выдвигалась ещё в конце XIX века, однако из-за экономической нецелесообразности и дефицита средств так и не была реализована.
Изыскания на тему строительства тоннеля предпринимались в 1929—1930 годах.
В 1950 году с идеей соединения Сахалина с материком железной дорогой выступил И. В. Сталин. Рассматривались варианты с паромной переправой, мостом и тоннелем. Вскоре на официальном уровне (секретное постановление Совета Министров СССР от 5 мая 1950) было принято решение о сооружении тоннеля и резервного морского парома. Строительство тоннельного перехода было поручено МВД СССР (железнодорожные ветки) и МПС СССР (тоннельные работы, в 1952 году также передано в ведение МВД).

## Проект
Технические условия на проектирование тоннеля и прилегающих железных дорог были утверждены Советом Министров СССР 6 сентября 1950 года. В целях ускорения строительства трассу предполагалось сооружать по упрощённой (фактически — временной) схеме, например, на первых этапах строительства допускалось использование непропитанных шпал. Детальных инженерно-геологических изысканий в районе предполагаемого строительства тоннеля не проводилось.
На территории Сахалина длина линии железной дороги от станции Победино до мыса Погиби (начало тоннеля) должна была составить 327 км. Ось тоннеля под Татарским проливом начиналась у разъезда Погиби, в 23 км от него располагалась станция Ванги, от которой предполагалась ветка на юго-запад до мыса Уанги, где возводился причал для морского железнодорожного парома. Всего на островной части магистрали предполагалось сооружение девяти железнодорожных станций. Протяжённость самого тоннеля от мыса Погиби на Сахалине до мыса Лазарева на материке должна была составлять около 10 км (был выбран наиболее узкий участок пролива), его трасса проходила севернее паромной переправы. На материке предполагалось строительство ветки от мыса Лазарева до станции Селихин на участке Комсомольск-на-Амуре — Советская Гавань с ответвлением к временной паромной переправе. Планировалось строительство тяговой электростанции у озера Кизи.
Окончание строительства, с организацией временной паромной переправы, было намечено на конец 1953 года, а пуск в эксплуатацию тоннеля запланирован на конец 1955 года. Общий грузооборот проектируемой линии в первые годы её эксплуатации предусматривался в 4 млн тонн в год.

## Реализация
Строительство железнодорожных веток к тоннелю вели в основном освобождённые заключённые ГУЛАГа. По согласованию с прокуратурой СССР, по разрешению Совмина, МВД освободил из исправительно-трудовых лагерей и колоний до 8 тысяч человек, направив их на МПС до завершения срока заключения. Исключение составляли лица, осуждённые за бандитизм, разбой, умышленное убийство, воры-рецидивисты, осуждённые к каторжным работам, заключённые в особых лагерях МВД, на которых разрешение МВД не распространялось. На Сахалине это было Строительство 506 (посёлок Тымовское), на материке — Строительство 507 (посёлок Де-Кастри). К началу 1953 года общая численность строителей железной дороги по обоим берегам пролива составляла более 27 000 человек. 
Подготовка к строительству тоннеля на материке велась силами условно-досрочно освобождённых, вольнонаёмных специалистов и военнослужащих (Строительство 6 МПС). В феврале 1953 года «Строительству 6» было поручено также заняться возведением электростанции у озера Кизи. Численность строителей к весне 1953 года составляла 3700 человек.
После смерти Сталина и массовой амнистии заключённых работы по всему проекту были свёрнуты. В архивных материалах того времени был обнаружен секретный проект постановления Совета Министров СССР «Об изменении строительной программы 1953 года» № 149 от 21 марта 1953 года, согласно которому строительство целого ряда масштабных проектов, предусмотренных ранее, было прекращено, в том числе и строительство «тоннельного перехода под Татарским проливом», так как их строительство «не вызывается неотложными нуждами народного хозяйства».
По воспоминаниям одного из молодых инженеров Ю. А. Кошелева (недавнего выпускника МИИТ 1951 года, присланного по распределению на эту стройку, руководившего строительством первой шахты до оси тоннеля), на строительстве использовались не заключённые, а досрочно освобождённые:
В декабре 1951 года я окончил МИИТ. Меня направили на работу в Строительство № 6 МПС на остров Сахалин… Контингент строителей был сложный. Основную массу составляли досрочно освобождённые. Им также платили зарплату в зависимости от выработки, но строго в положенный срок. Единственное, чем отличались от тех, кто приехал сюда с воли, — это тем, что давали подписку о невыезде. На нашем объекте из пяти мастеров трое были из досрочно освобождённых… Меня назначили мастером основных работ. Дали в подчинение двенадцать бригад. Нам было поручено соорудить на берегу моря ствол шахты диаметром восемь с половиной метров и глубиной порядка восьмидесяти. А когда закончим, предлагалось сделать рассечки и начинать проходку тоннеля. Проходку первой шахты мы закончили в феврале 1953 года…

Весной 1953 года умер Сталин. А спустя некоторое время стройку закрыли. Не свернули, не законсервировали, а именно закрыли. Вчера ещё работали, а сегодня сказали: «Всё, больше не надо». Проходку тоннеля мы так и не начинали. Хотя для этой работы всё имелось: материалы, оборудование, техника и хорошие квалифицированные специалисты и рабочие. Многие утверждают, что крест на тоннеле поставила последовавшая после похорон Сталина амнистия — продолжить стройку было практически некому. Это неправда. Из наших восьми тысяч досрочно освобождённых уехало не более двух сотен. А остальные восемь месяцев дожидались приказа о возобновлении строительства. Мы об этом писали в Москву, просили и умоляли. Я считаю прекращение строительства тоннеля какой-то дикой, нелепой ошибкой. Ведь в тоннель были вложены миллиарды рублей народных денег, годы отчаянного труда. И самое главное — тоннель действительно необходим стране…

## Результаты
На территории Хабаровского края было построено 120 км железнодорожного полотна широкой колеи по правому берегу Амура от станции Селихин до станции Чёрный мыс (дорога в дальнейшем использовалась для вывоза древесины). В районе предполагавшейся паромной переправы были отсыпаны дамбы (их остатки видны и сейчас), проведены подготовительные работы по сооружению пирсов. На мысе Лазарева, откуда предполагалось прокладывать тоннель, был прорыт ствол шахты, в 1,6 км от берега был насыпан искусственный остров диаметром 90 м.
На территории Сахалинской области работы велись в худших условиях и ни одного километра железной дороги построено так и не было. Проведённые работы по подготовке трассы (земляные работы, вырубки и др.) позволили построить грунтовую автодорогу Ныш — Погиби, которая в советское время использовалась для вывоза древесины.
С 1973 года Сахалин связан с материком паромной переправой Ванино — Холмск.

## Современные проекты железнодорожного перехода на остров Сахалин
В настоящее время ни авиация, ни паром не отвечают транспортным запросам региона. Зимой Татарский пролив замерзает, и хотя три используемых парома «Сахалин» имеют ледовый класс, в очень холодные зимы нужно использовать для проводки ледоколы, а в штормовую погоду остров вообще недоступен.
Идея строительства тоннельного перехода через Татарский пролив пережила Советский Союз. С подобными предложениями в 1992 году выступил начальник Сахалинской железной дороги А. Б. Васильев. В 1999 году министр путей сообщения Николай Аксёненко заявил о необходимости разработки проекта соединения железнодорожной сети Сахалина с материком, в 2000 году представители проектных организаций провели обследование местности. Реализация была прервана в связи с отставкой Николая Аксёненко с поста главы МПС.
С 2001 года в России рассматриваются проекты строительства железнодорожного моста через пролив.